# Mercedes-Benz EQ Formula E Team
Het Mercedes-Benz EQ Formula E Team is een Duits autosportteam dat vanaf het seizoen 2019-2020 deelneemt aan de Formule E.

## Geschiedenis
Op 24 juli 2017 kondigde Mercedes-Benz aan dat zij in het seizoen 2019-2020 in de Formule E zouden stappen, en dat zij aan het einde van het seizoen 2018 de DTM zouden verlaten. Ook werd bekend dat het Formule E-team de steun zou krijgen van hun Formule 1-team, Mercedes GP.

### Samenwerking met HWA
In het seizoen 2018-2019 maakte Mercedes al haar officieuze Formule E-debuut via hun samenwerking met het team HWA Racelab. Het team had Stoffel Vandoorne en Gary Paffett als coureurs aangetrokken, en kreeg een aandrijflijn van Venturi.
Het team kende een moeilijke seizoensstart, met vier uitvalbeurten en nul punten uit de eerste vier races. In de vijfde race in Hongkong behaalde Vandoorne een verrassende pole position in natte omstandigheden, maar viel tijdens de race uit. Wel behaalde Paffett de eerste punten van het team in de race met een achtste plaats. In Rome behaalde Vandoorne een derde plaats, wat de enige podiumfinish van het seizoen zou betekenen. Hierna werd de auto steeds betrouwbaarder en Vandoorne eindigde in vier van de laatste vijf races in de punten, maar kwam niet meer in de buurt van het podium.
HWA eindigde het seizoen op de negende plaats in het kampioenschap met 44 punten; 35 voor Vandoorne en 9 voor Paffett.

### Debuut van Mercedes-Benz
In het seizoen 2019-2020 maakt Mercedes-Benz haar officiële debuut in de Formule E als vervanger van HWA Racelab. Het team testte voorafgaand diverse coureurs: naast Vandoorne en Paffett waren dit Edoardo Mortara, Esteban Gutiérrez en Nyck de Vries.
In maart 2019 werd de eerste Formule E-auto van Mercedes, genaamd de Mercedes-Benz EQ Silver Arrow 01, voor het eerst tentoongesteld. De auto was nog niet gespoten in de officiële racekleuren. Op 11 september 2019 werd het team officieel voorgesteld, waarbij ook de racelivery van de auto voor het eerst werd onthuld. Stoffel Vandoorne en Nyck de Vries vormen het rijdersduo voor het debuutseizoen van het team. Tevens levert Mercedes een aandrijflijn aan het Formule E-team van Venturi.